# Louis Blériot

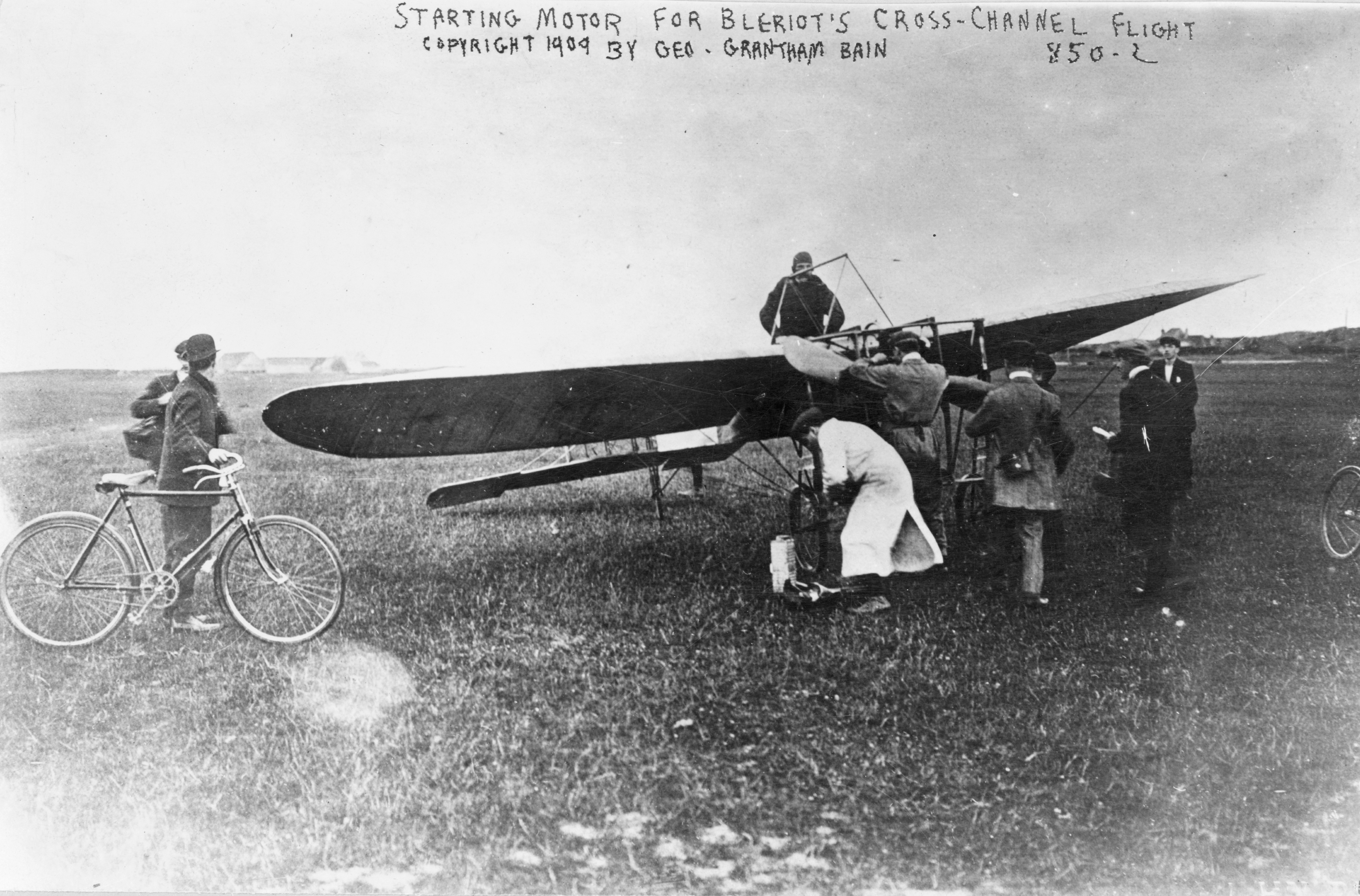
Motorn startas, 25 juli 1909.

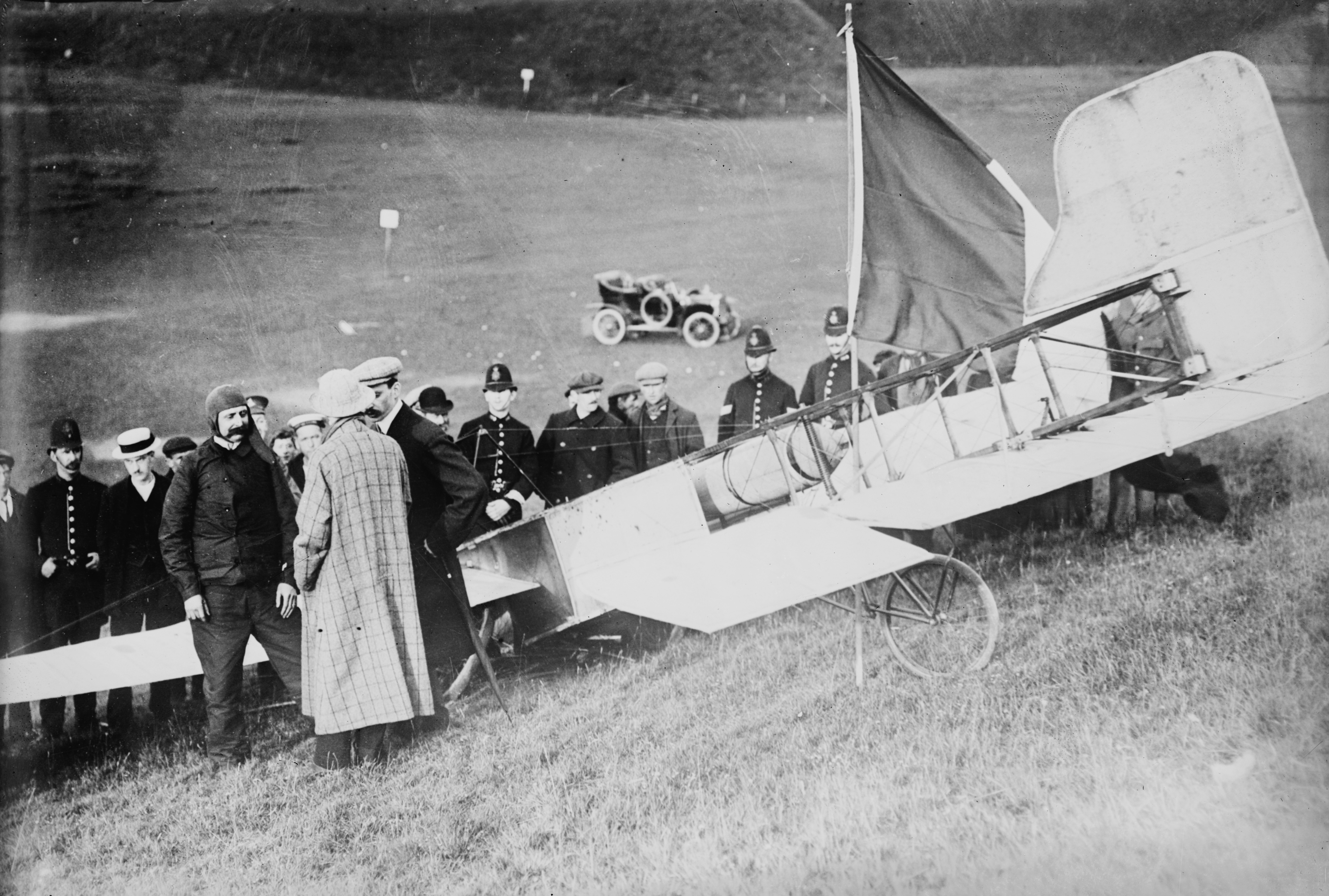
Blériot efter landningen i England.

Louis Blériot, född 1 juli 1872 i Cambrai, Nord, död 2 augusti 1936 i Paris, var en fransk flygpionjär.
Blériot var ursprungligen maskiningenjör och uppfann en del förbättringar inom bilområdet. 1906 började han ägna sig åt flygning och konstruktion av flygplan. Efter flera misslyckade försök, och vissa framgångar under 1907, konstruerade han 1908 ett monoplan efter delvis nya principer. Med ett sådant, en Blériot VIII, flög han i oktober 1908 från Toury till Artenay och tillbaka, en sträcka på 28 km, vilken var den första längre överlandsflygningen med monoplan. 13 juli 1909 flög han från Étampes till Orléans, 42 km på 45 minuter, och vann franska aeroklubbens prix du voyage på 14 000 francs. Under flygveckan i Reims 1909 vann han priset för högsta hastighet över 10 km, 77 km/h.
25 juli 1909 flög han i ett egenkonstruerat monoplan, Blériot XI med en 23 hk Anzani-motor, över Engelska kanalen, från Les Baraques nära Calais i Frankrike till en äng vid Dover Castle i Dover, England. Han blev på så sätt den förste som flög mellan Frankrike och England. Flygturen påbörjades kl. 04.41 och tog 37 minuter och Blériot vann därmed det pris på 1000 pund som den engelska dagstidningen Daily Mail hade utlyst till den förste som lyckades flyga över Engelska kanalen. Detta blev en epokgörande händelse i flyghistorien och väckte stor internationell uppmärksamhet.
Han verkade därefter huvudsakligen som flygplanskonstruktör av monoplan, särskilt av spaningsflygplan för militärt bruk. Under början av första världskriget kom Blériots konstruktioner till stor användning på ententesidan, men efter hand byttes de ut mot andra konstruktioner, biplan, som ansågs mera fältmässiga.
Blériot grundlade även en av Frankrikes främsta flygplansfabriker, Blériot Aéronautique, och förblev chef för företaget fram till sin död. Han utövade ett stort inflytande på flygteknik och flygindustri i Frankrike.

## Eftermäle
Asteroiden 11248 Blériot är uppkallad efter honom.

## Galleri

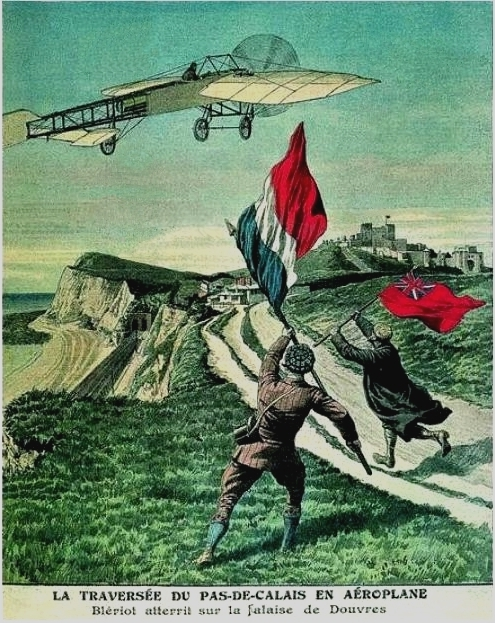
Blériot korsar kanalen.
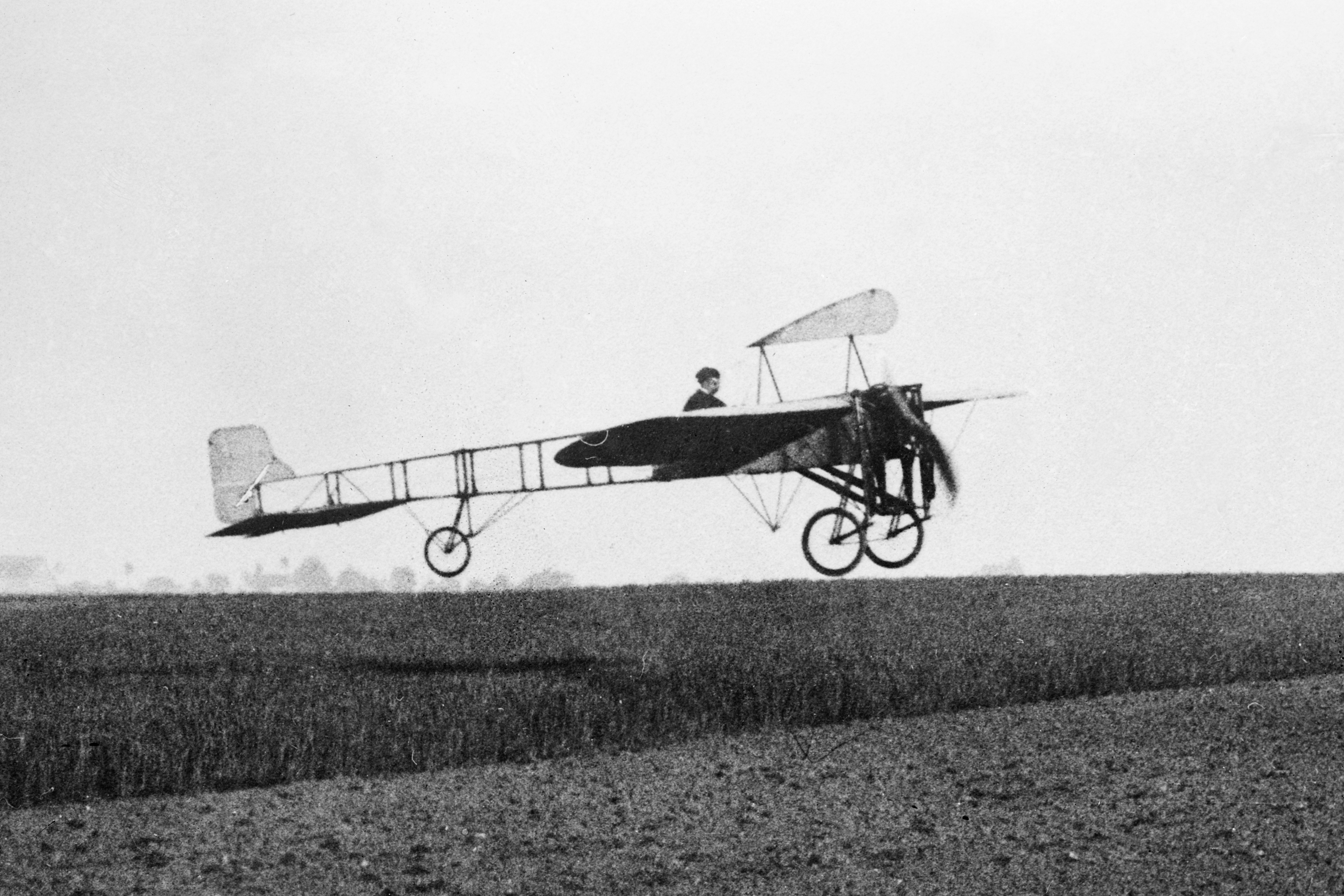
Blériot XI 1909.
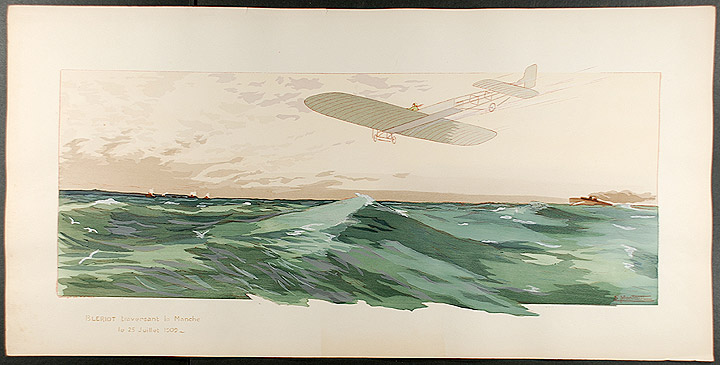
Blériot korsar kanalen 25 juli 1909.
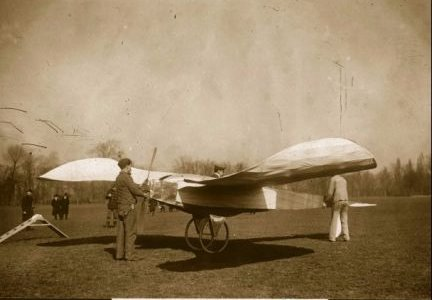
Blériot V monoplan, byggt 1907.